# Бюро по военно-политическим вопросам
Бюро по военно-политическим вопросам (англ. Bureau of Political-Military Affairs, PM) — агентство в составе Государственного департамента США, которое связывает Государственный департамент с Министерством обороны. Бюро обеспечивает информационную поддержку политике в области международной безопасности, помощи в обеспечении безопасности, военных операций, оборонной стратегии и политики, военного использования космоса и оборонной торговли. Бюро возглавляет заместитель государственного секретаря США по вопросам контроля вооружений и международной безопасности.

## Концепция
Бюро контролирует доступ к военным базам США и согласует разрешение на пролет для поддержки развертывания вооруженных сил США, ведет переговоры по статусу вооруженных сил США и обеспечивает соглашения Международного уголовного суда о невыдаче, отвечает за координацию участия коалиционных боевых и стабилизирующих сил, а также за помощь другим странам в сокращении доступности переносных зенитно-ракетных комплексов (ПЗРК), которые представляют собой запускаемые с плеча ракеты класса «земля-воздух».
Бюро создает и управляет оборонными отношениями с союзниками Соединенных Штатов, регулирует поставки оружия, контролирует доступ к военным технологиям и борется с незаконным оборотом стрелкового оружия или легких вооружений, отвечает за обучение и оснащение международных миротворцев и другого военного персонала.
Бюро содействует государственному и частному партнерству в противоминной деятельности и работает с Министерством обороны над оказанием помощи в случае стихийных бедствий.

## Война в Газе
Джош Пол (Josh Paul), представитель бюро по связям с Конгрессом и связям с общественностью, подал в отставку в октябре 2023 года, на фоне войны в Газе, сославшись на «интеллектуальное банкротство» в предоставлении Израилю большего количества оружия на фоне бомбардировок Газы. Он напомнил, что за 11 лет работы в бюро, организации, "наиболее ответственной" за поставку оружия в другие страны, он "пошел на больше моральных компромиссов", чем мог вспомнить. 

## Структура
Бюро состоит из двенадцати отделений:
- Управление Конгресса и по связям с общественностью,
- Управление региональной безопасности и поставок оружия,
- Лицензирование Управления оборонного торгового контроля
- Управление по контролю за оборонной торговлей,
- Управление координации оборонной торговли,
- Политика контроля оборонной торговли Управления Министерства обороны,
- Управление переговоров и соглашений по безопасности,
- Управление интеграции государственной обороны,
- Управление глобальных программ и инициатив,
- Офис содействия безопасности,
- Управление по изъятию и борьбе с оружием.

В состав бюро также входят: 
- первый заместитель помощника государственного секретаря по военно-политическим вопросам,
- заместитель помощника государственного секретаря по поддержанию мира, программам и операциям;
- заместитель помощника государственного секретаря по контролю за оборонной торговлей;
- заместитель помощника государственного секретаря по региональной безопасности и содействию безопасности;
- заместитель помощника государственного секретаря и старший советник по переговорам и соглашениям в области безопасности,
- старший военный советник помощника государственного секретаря по военно-политическим вопросам во фронт-офисе Бюро.

## Бюджет
В 2015 году бюджет бюро составил примерно 161 миллион долларов.  Общий объем финансирования иностранной помощи бюро в 2015 финансовом году составил около 7 миллиардов долларов. 

## Внешние ссылки
- state.gov/bureaus-offices/under-secretary-for-arms-control-and-international-security-affairs/bureau-of-political-military-affairs/ — официальный сайт Бюро по военно-политическим вопросам